# Heinrich Dressel
Heinrich Dressel (ur. 16 czerwca 1845 w Rzymie, zm. 17 lipca 1920 w Teisendorfie) – niemiecki archeolog, epigrafik i numizmatyk.

## Życie i dzieło naukowe
Uczeń Theodora Mommsena, początkowo działający głównie w zakresie numizmatyki antycznej. W 1885 r. podjął pracę w Gabinecie Numizmatycznym Muzeów Państwowych w Berlinie, gdzie w 1886 r. został asystentem dyrektora, a w latach 1898–1919 (wraz z Juliusem Menadierem) pełnił obowiązki dyrektora. Wzbogacił zbiory nabyciem wielkich prywatnych kolekcji numizmatycznych: F. Imhoofa-Blumera (1900), złożonej z ok. 22 tys. greckich monet, oraz A. Lebbecke (1906) – z ok. 28 tys. monet greckich. 24 czerwca 1902 wybrano został członkiem Pruskiej Akademii Nauk, gdzie w latach 1902–11 kierował zespołem badań nad mennictwem greckim. W 1908 otrzymał medal brytyjskiego Royal Numismatic Society.  
Jego działalność naukowa poświęcona była jednak przede wszystkim epigrafice. W długoletnich pracach nad Corpus Inscriptionum Latinarum (zwłaszcza nad tomem XV jego autorstwa, wydanym 1899) opisał również i sklasyfikował wiele form ceramiki z okresu Cesarstwa Rzymskiego podczas opracowywania rzymskich inskrypcji – wśród nich licznych na amforach (tzw. tituli picti z Monte Testaccio). Typ pojemnych kulistych (70-litrowych) amfor na oliwę z prowincji Hispania Baetica (obecnie południowo-zachodnia Hiszpania), z których odpadów powstało to wzniesienie, zyskał od jego nazwiska oznaczenie „Dressel 20”.

## Literatura
- Kurt Regling: Heinrich Dressel [w] "Zeitschrift für Numismatik" 33, 1922, s. 1–18.
- Carina Weiß: Die antiken Gemmen der Sammlung Heinrich Dressel in der Antikensammlung Berlin. Würzburg 2007, ISBN 978-3-89913-552-7.